# Егберт ван дер Пул
Егберт ван дер Пул (нід. Egbert Lievensz. van der Poel; 1621, Делфт — 1664, Роттердам) — голландський художник, пейзажист.

## Біографія
Народився в сім'ї ювеліра. До нашого часу не дійшло достовірних відомостей про перші 29 років життя Пула. Серед ймовірних вчителів називають Есаяса ван де Вельде, Арта ван дер Нера. У регістраційному документі Гільдії св. Луки від 17 жовтня 1650 року він згадується як пейзажист. За рік Пул одружився. Подружжя стало свідком порохового вибуху 12 жовтня 1654 року. Ймовірно, одна з їхніх доньок стала жертвою цієї катастрофи (її було поховано на місцевому кладовищі за два дні, 14 жовтня 1654 року). Трьох доньок Пула було хрещено в Делфті. Листопадом 1655 року датується запис про хрестини його сина в Роттердамі. За дев'ять років після цього майстер помер.

## Творчість
У ранніх роботах звертався до зображення мирних селянських подвір'їв, пейзажів. Пороховий вибух у Делфті в 1654 році вплинув на всю подальшу творчість Пула: до наших часів збереглося близько двадцяти його робіт на цей сюжет.

### «Вид Делфта після вибуху», 1654

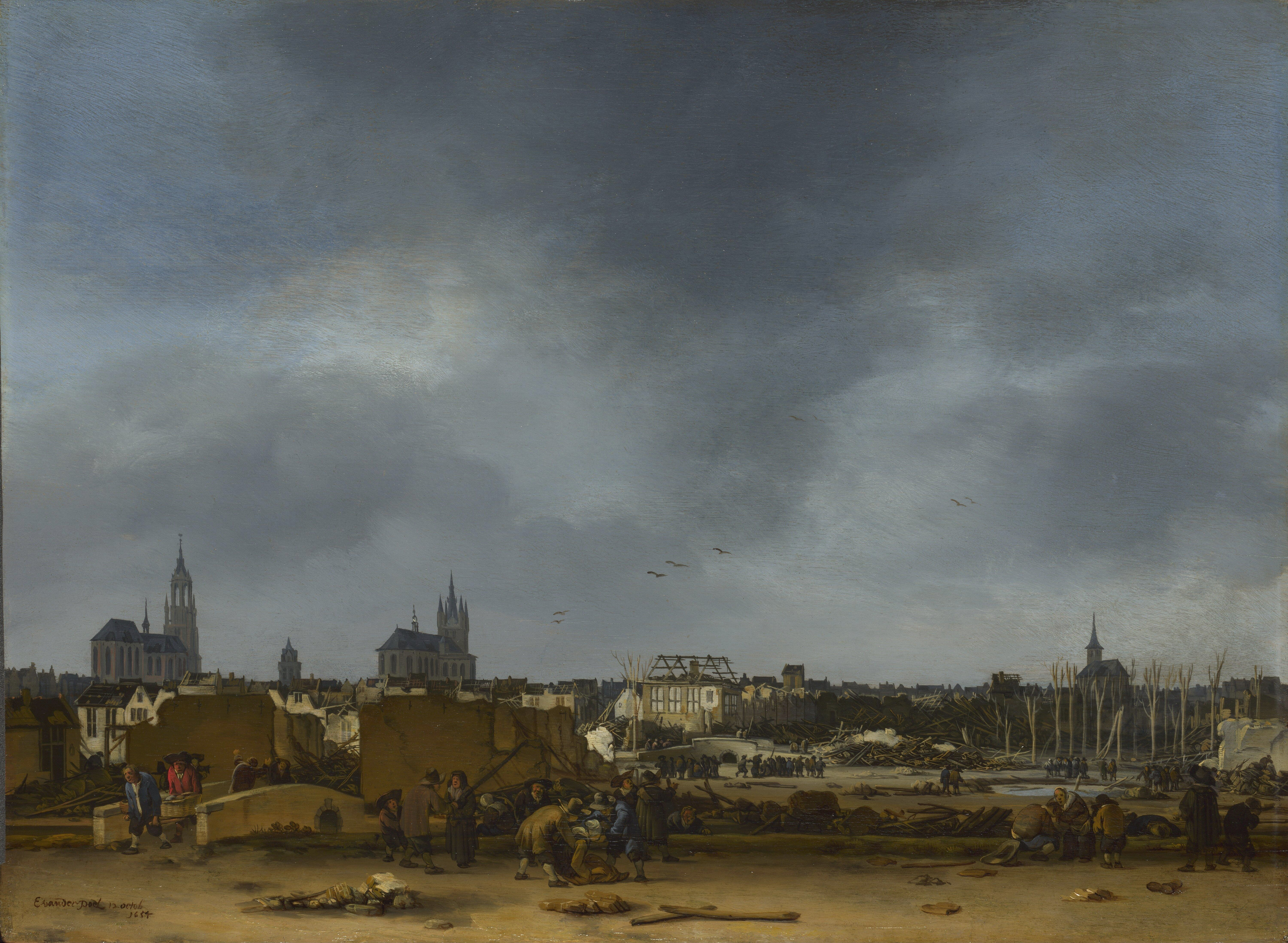
«Вид Делфта після вибуху», 1654

Зображено обвуглені дерева, залишки будинків й груди щебеню. На передньому плані люди допомагають пораненим, втішають один одного. Зліва на полотні зображено два міських собори, що також постраждали від вибуху. Справа композицію збалансовано завдяки широкому відкритому простору. Низьке розташування горизонту підкреслює спустошеність, глибину простору. Із кінця 1640-х застосування чітких світових ефектів стає характерною особливістю робіт Пула.
Одним з повторюваних сюжетів стає також зображення нічних пожеж («Вибух крамниці в Делфті», 1654; «Нічна пожежа», Ермітаж). На них одні люди намагаються врятувати від вогню свої речі, інші — обікрасти сусідів.
Зайняв цю нішу в живописі Голландії, Пут прославився в ній і вважався найкращим художником, що зображав вогонь.

### «Святкування з факелами»

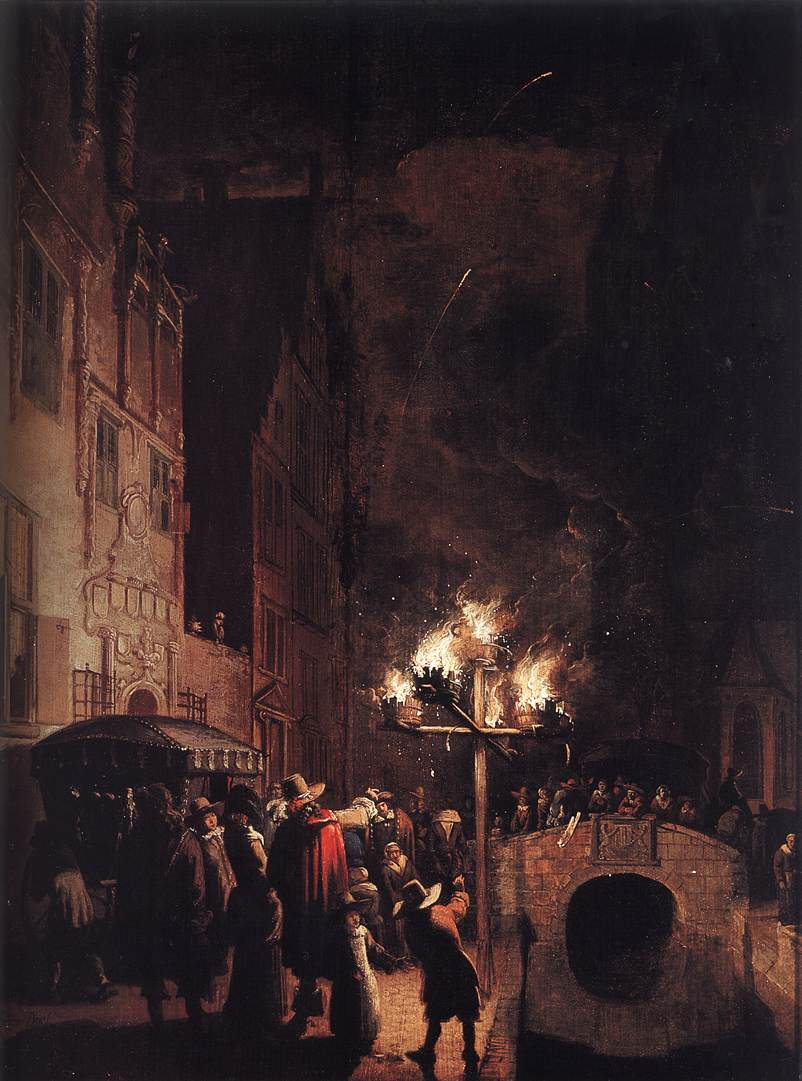
«Святкування з факелами», 1654

На цій нічній сцені представлено готичну будівлю XVI століття, що виходить на найстарший канал в Делфті. Перехожі здивовано дивляться на факели, які створювалися, ймовірно, з діжок, наповнених смолою. Сюжет не пояснюється художником. Імовірно, подібне святкування в місті було влаштоване на честь підписання мирного договору між Нідерландами й Іспанією в 1648 року в Мюнстрі.
Інший нічний пейзаж, який датується 1660-ми роками, зображає сцену з життя рибалок, що ділять улов після трудового дня.
У 1658 році створює картину, що зображає селянський двір: на передньому плані — тварини, кошик, діжка, колесо, ремінь, розбитий глек, старий капелюх. На задньому плані чоловік піднімається по драбині в голуб'ятник. Пул не ставить за мету зобразити важкі будні селянина, представляє ідеалізовану картину селянського побуту (таким він уявлявся міському населенню, яке становило більшість в Нідерландах й було основними замовниками картин Егберта ван дер Пула).
У багатьох своїх роботах художник проявляє цікавість до людського побуту («Будинок із натюрмортом з кухонного посуду», «Ярмарок»).
Егберта ван дер Пула відносять до т. зв. «малих голландців» — коло художників XVII століття, творчість яких носить камерний характер: розмір картин невеликий, виразність невеликих деталей, краса світових нюансів.

## Галерея

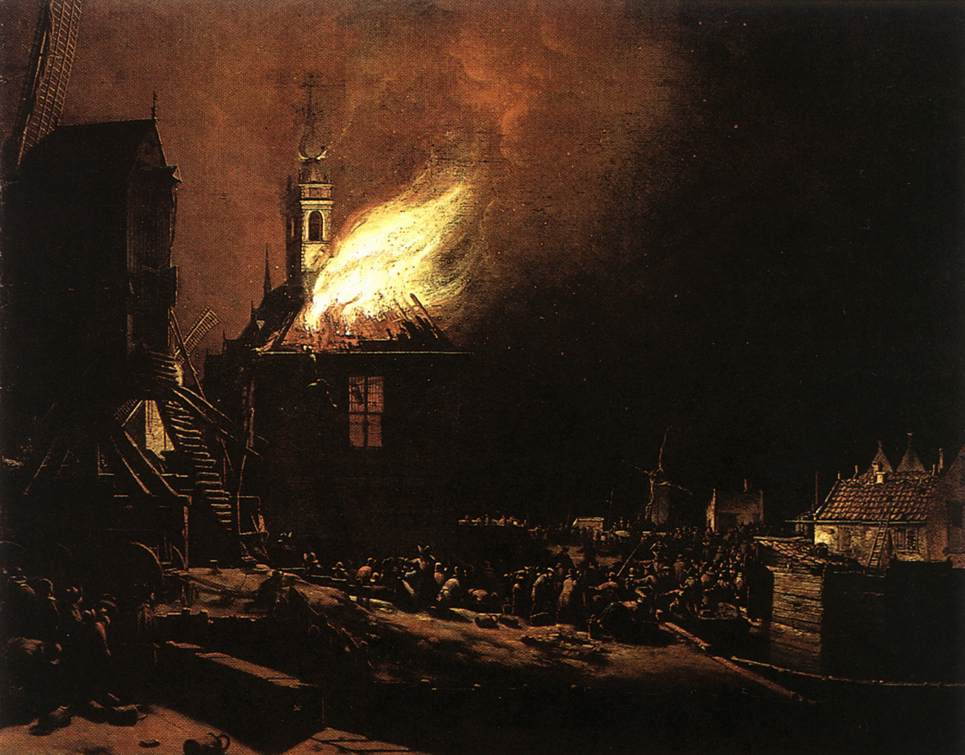
Вибух крамниці в Делфті, 1654
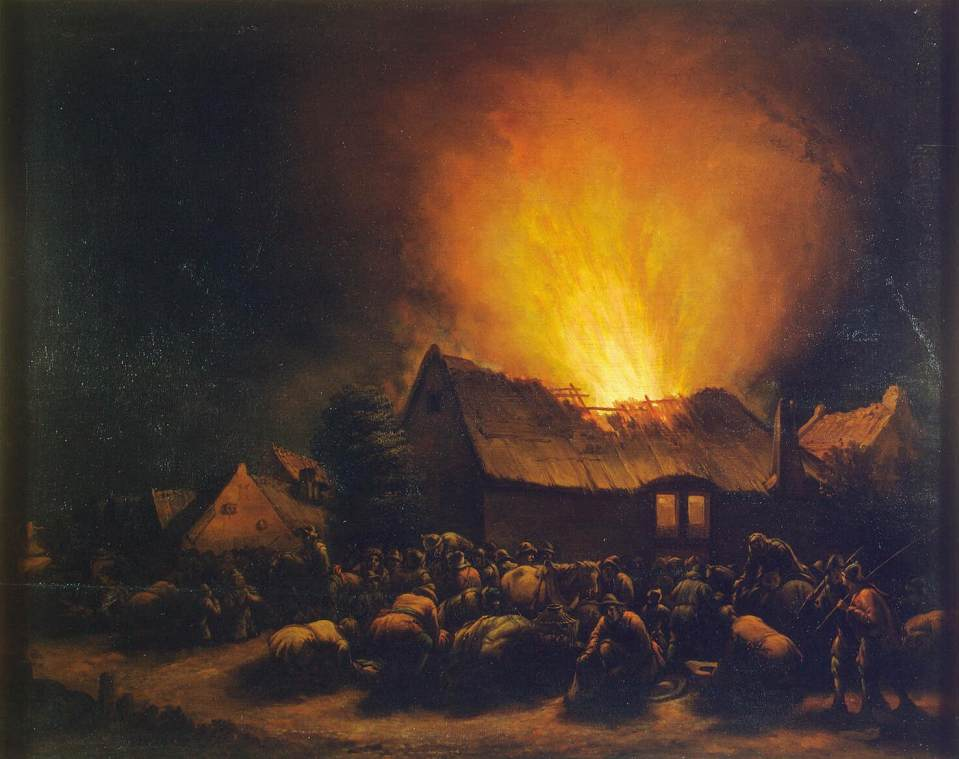
Пожежа в селі, Ермітаж
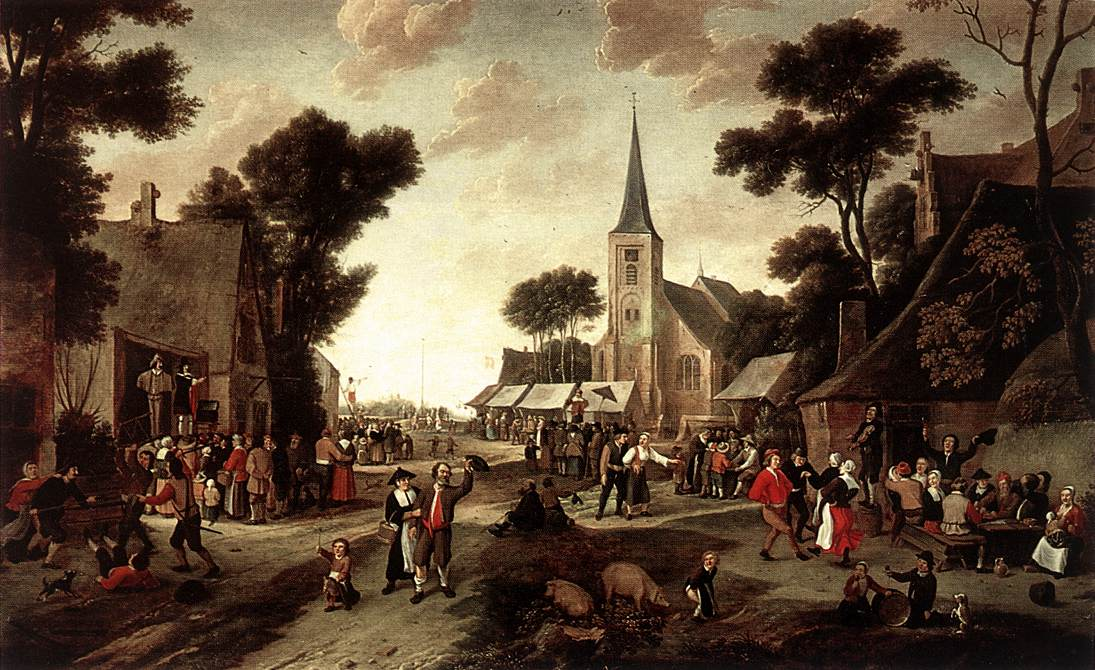
Ямрарок, 1661